# خزان حراري لا نهائي

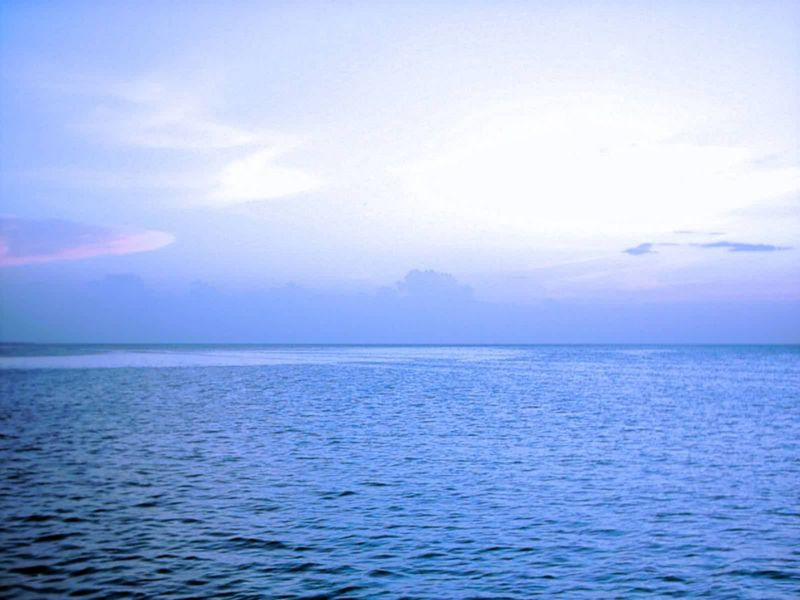

الخزان الحراري اللانهائي (بالإنجليزية: Thermal reservoir) هو عبارة عن نظام له حجم ثابت و كتلة ثابتة، يتبادل كميات محددة من الحرارة مع الوسط المحيط بها و لا يحدث تغير في درجة حرارته.

والمعادلة الحرارية للخزان الحراري هي:

T = c

حيث:
- T: درجة الحرارة.
- C: ثابت.

## أنواعه
ينقسم الخزان الحراري إلى:
- منبع حراري: (بالإنجليزية: Source of heat).
- مصب حراري: (بالإنجليزية: Sink of heat).
- جسم ساخن أو جسم بارد.
- خزان ذو درجة حرارة مرتفعة (بالإنجليزية: High temperature reservoir).
- خزان ذو درجة حرارة منخفضة (بالإنجليزية: Low temperature reservoir).